# Münchhausental
Ett Münchhausental, är ett naturligt tal, som uppfyller egenskapen att summan av de ingående siffrorna upphöjt i sig själv är lika med talet självt. I basen tio är endast 1 och 3435 Münchhausental.
3435 är ett Münchhausental, eftersom 
{\displaystyle \mathrm {3} ^{3}+4^{4}+3^{3}+5^{5}=27+256+27+3125=3435}
I en vidare mening kan Münchhausental beräknas i andra baser än basen 10. 
Med definitionen att 00 = 1 är då följande tal Münchhausental:
I basen 2: 1, 2
I basen 3: 1, 5, 8
I basen 4: 1, 29, 55
I basen 5: 1
I basen 6: 1, 3164, 3416
I basen 7: 1, 3665
I basen 8: 1
I basen 9: 1, 28, 96446, 923362
I basen 10: 1, 3435
(talföljd A166623 i OEIS)
{\displaystyle \mathrm {29} _{10}=131_{4}}
{\displaystyle \mathrm {1} ^{1}+3^{3}+1^{1}=1+27+1=29}